# Pfauentruthuhn
Das Pfauentruthuhn (Meleagris ocellata) ist neben dem eigentlichen Truthuhn die einzige weitere Art der Truthühner (Meleagris). Es ist im Norden Mittelamerikas verbreitet.

## Merkmale

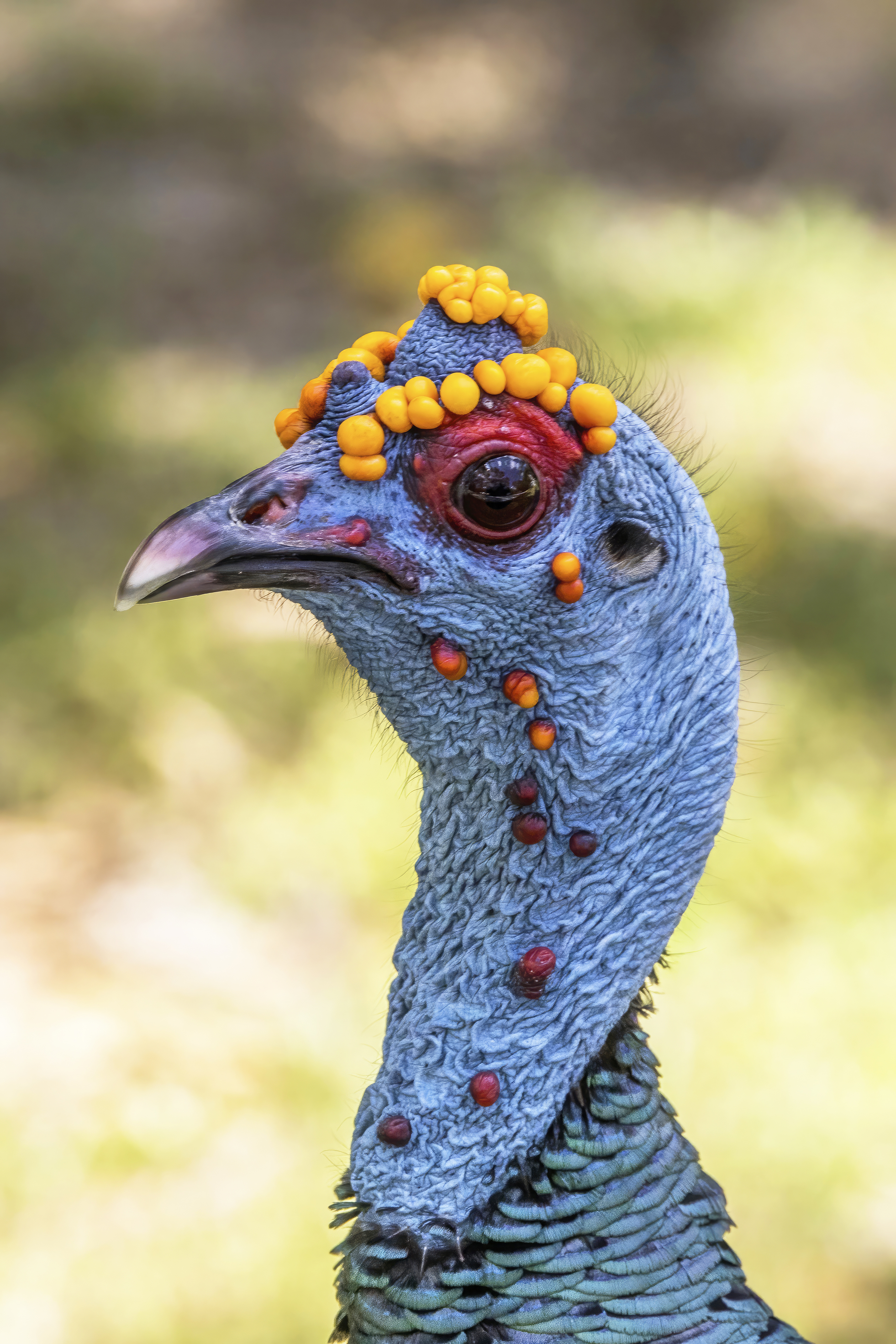
Kopf des Männchens

Pfauentruthähne erreichen ein Gewicht von 3,25–4 kg und werden 71–92 cm hoch und 90–100 cm lang. Die Hennen werden nur 1,9–2 kg schwer und 65–69 cm hoch. Das Gefieder des Pfauentruthuhns weist glänzend rote, grüne, blaue und violette Farben auf. Der Hals und der Kopf sind unbefiedert und hellblau. Rot sind die Augenregion und der über den Schnabel hängende Hautlappen des Hahns.

## Verbreitung
Verbreitet sind Pfauentruthühner ausschließlich auf der Halbinsel Yucatán. Sie kommen auf den Territorien der Staaten Mexiko, Guatemala und Belize vor. Lebensraum ist der tropische Regenwald, zur Nahrungssuche sind aber lichte Flächen in der Nähe ideal.